# Лиманське (селище)
Лиманське (до 1 лютого 1945 — Зельц, Зельці) — селище України, адміністративний центр Лиманської селищної громади Роздільнянського району Одеської області. Колишній райцентр ліквідованого Зельцького району.

## Географічне розташування
Розташоване на березі Кучурганського лиману. Через селище проходить Т 1625 Кучурган — Маяки.

## Історичні відомості

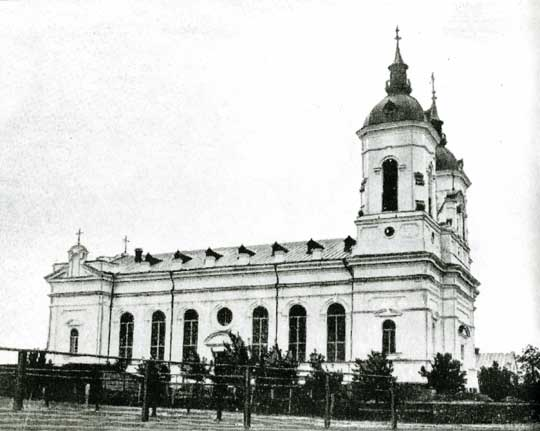
Вигляд Собор Успіння Пресвятої Богородиці в Зальці (початок 20-го століття)

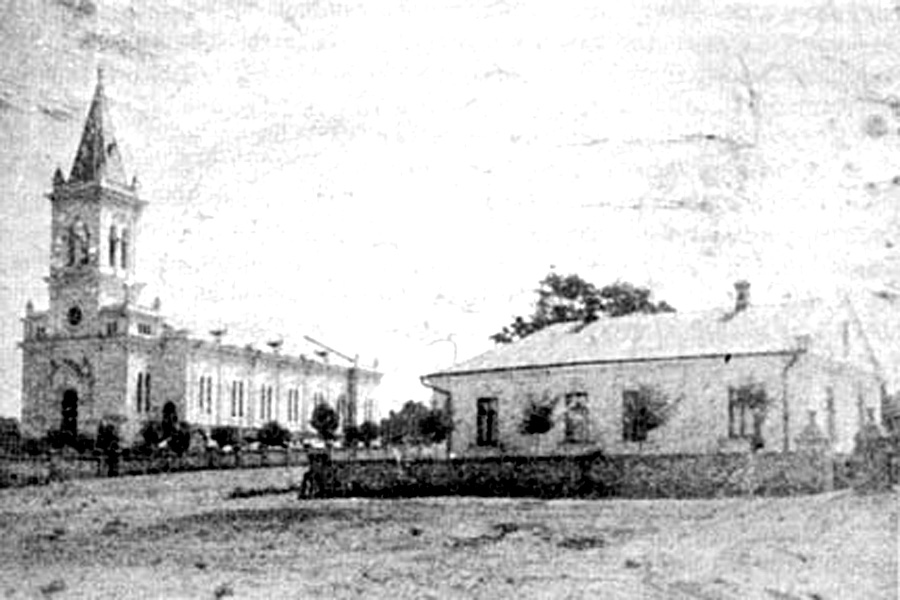
Старе зображення Канделя, видно Собор Пресвятої Трійці та будинок парафіяльного священника

Лиманське, як і багато околишніх населених пунктів, початково виникло як німецька землеробська колонія. Переселенці були запрошені на освоєння земель за указом російської імператриці Катерини II. Роком заснування колонії, що отримало назву Зельц, вважається 1798. Від колоністів, на жаль, залишилося зовсім небагато: зруйнований католицький костел і кілька старих будинків у центрі селища.
Станом на 1886 у німецькій колонії Зельц, центрі Зельцької волості Одеського повіту Херсонської губернії, мешкало 2536 осіб, налічувалось 197 дворових господарств, існували римо-католицька церква, школа, 6 лавок та постоялий двір, відбувались базари через 2 тижні щосереди.
У німецькій колонії Кандель Зельцької волості мешкало 2776 осіб, налічувалось 185 дворових господарств, існували римо-католицька церква, 2 школи, 3 лавки.
На 1910 рік Зельц був великим центром деревообробного виробництва.
У липні 1919 року мешканці колоній Кандель та Зельц приєдналися до антибільшовицького Акаржанського повстання, яке було викликане продрозкладкою та насильницькою мобілізацією до Червоної армії.

### Голодомори
У часи Голодомору 1921—1923 в німецькій колонії Кандель загинуло 450 людей, а під час геноциду 1932—1933 — 300 осіб.

### Друга світова війна
Зондеркоманда 11b в Зельцях 25 серпня 1941 року розстріляла 7 євреїв.

#### Депортація німців-колоністів

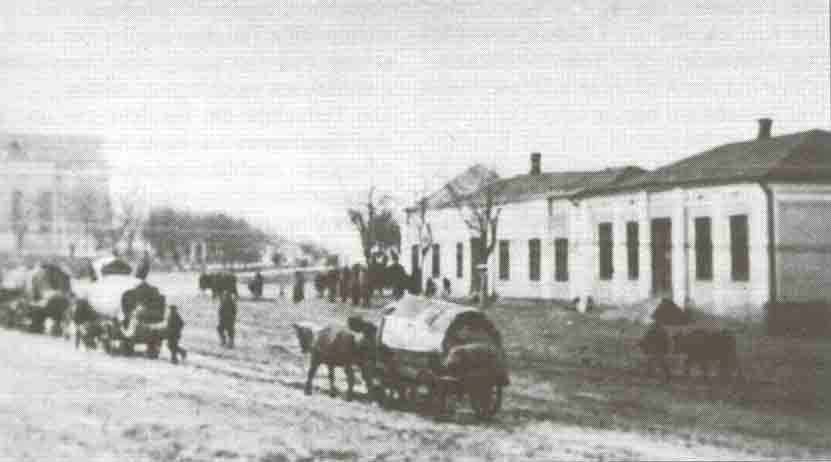
Місцеві німці евакуюються під час наступу РСЧА (Зельц)

19 березня 1944 року, через наближення Червоної армії, за наказом командування вермахту німців-колоністів з Канделю було депортовано до Вартегау. 25 березня 1944 року в тому ж напрямку депортовано німецьке населення Зельц.

### Післявоєнний час
Статус смт отримано рішенням виконавчого комітету Одеської обласної Ради депутатів трудящих від 2 січня 1957 р.
До складу селища 09.06.1958 увійшло колишнє село Рибальське (до 01.02.1945 — Кандель), а також колишнє військове містечко. Містечко було побудоване для обслуговування військового аеродрому. Після конверсії — міжнародний аеропорт «Лиманське».
Станом на 1 травня 1967 року у селищі міського типу розташовувався господарський центр радгоспів імені Карла Маркса та «Шлях Ілліча».

### Декомунізація
Під час першої хвилі ленінопаду (лютий 2014), кілька ночей «захисники» чергували біля пам'ятника Леніну у військовому містечку після невдалої спроби демонтувати його невідомими. Перед монументом була збудована барикада, яка ускладнювала можливість під'їхати до споруди, а також встановлена вебкамера навпроти Будинку культури № 3. 26 січня 2015 р. невідомими було демонтоване погруддя Леніну в мікрорайоні Зельц. 7 квітня 2016 року у військовому містечку місцеві жителі, які були напідпитку, напали з кулаками на журналістів одеського «7 телеканалу», «Думська ТБ» та прес-секретаря Одеської облради, під час підготовки до демонтажу пам'ятника Леніну. 22 квітня невідомі у військовій формі демонтували верхню частину пам'ятника Леніну. Демонтована частина з головою до плечей сильно пошкоджена при падінні. 25 квітня 2016 року пам'ятник був повністю демонтований.

## Сучасний стан
У селищі є професійний аграрний ліцей, дві загальноосвітні школи, школа-інтернат, три будинки культури та музей німців-колоністів.

## Населення

### Мова
Розподіл населення за рідною мовою за даними перепису 2001 року:
| Мова            | Кількість | Відсоток |
| --------------- | --------- | -------- |
| російська       | 4905      | 66.45%   |
| українська      | 2332      | 31.60%   |
| румунська       | 65        | 0.88%    |
| болгарська      | 33        | 0.45%    |
| білоруська      | 17        | 0.23%    |
| німецька        | 6         | 0.08%    |
| вірменська      | 1         | 0.01%    |
| гагаузька       | 1         | 0.01%    |
| інші/не вказали | 21        | 0.29%    |
| Усього          | 7381      | 100%     |

| 1812 | 1814 | 1859  | 1886  | 1890  | 1905  | 1915  | 1926  | 1943  |
| ---- | ---- | ----- | ----- | ----- | ----- | ----- | ----- | ----- |
| 477  | 524  | 1 523 | 2 536 | 2 501 | 2 745 | 2 910 | 2 987 | 3 000 |

| 1811 | 1816 | 1859  | 1886  | 1890  | 1905  | 1909  | 1915  | 1926  | 1943  |
| ---- | ---- | ----- | ----- | ----- | ----- | ----- | ----- | ----- | ----- |
| 480  | 522  | 1 583 | 2 776 | 2 319 | 2 824 | 2 522 | 2 497 | 3 404 | 3 000 |

| 1959  | 1970  | 1979  | 1989  | 2001  | 2009  | 2010  | 2011  | 2012  | 2013  | 2014  | 2015  | 2016  | 2017  | 2018  | 2019  | 2020  |
| ----- | ----- | ----- | ----- | ----- | ----- | ----- | ----- | ----- | ----- | ----- | ----- | ----- | ----- | ----- | ----- | ----- |
| 5 251 | 6 958 | 8 029 | 8 495 | 7 381 | 7 142 | 7 219 | 7 301 | 7 354 | 7 394 | 7 430 | 7 458 | 7 513 | 7 472 | 7 385 | 7 322 | 7 249 |

## Умовний поділ селища

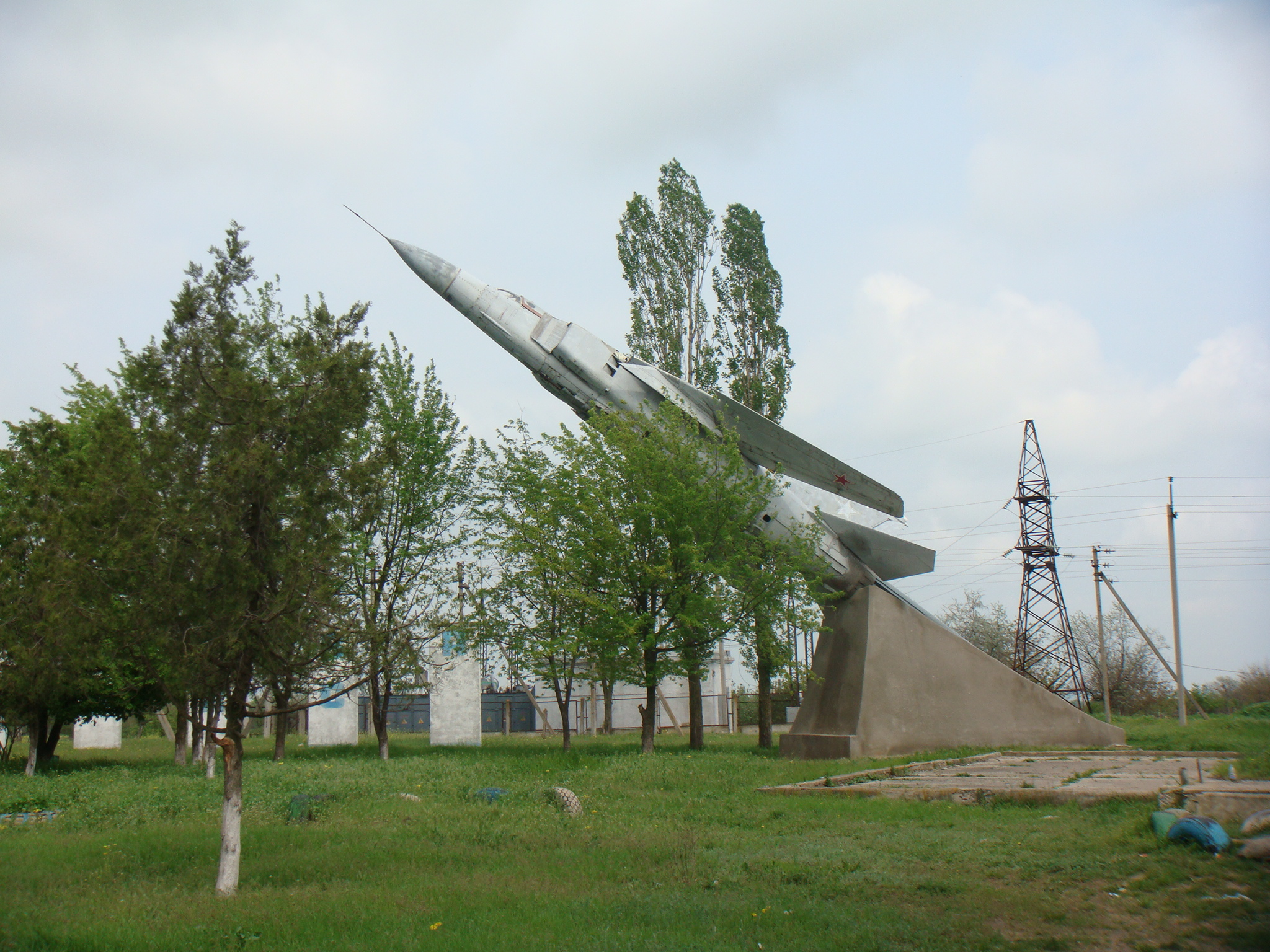
Пам'ятник МІГ-23 у військовому містечку

Серед місцевого населення існує умовний поділ населеного пункту на мікрорайони:
- Зельц (колишня німецька колонія, пізніше називалось с. Лиманське);
- Кандель (Рибальське) (колишня німецька колонія);
- Містечко (колишнє військове містечко, у якому жили працівники аеропорту);
- Фінське містечко.

## Персоналії
- Антон Йоганн Церр (1849—1932) — єпископ Тираспольської єпархії Римо-католицької церкви.
- Станіслав Щавіньскі (12.9.1883—13.11.1961, Брвінув, Польща) — польський вчений, інженер, професор Варшавської політехніки[23]
- Вік Гоффінгер (1901—1976) — хокеїст.
- Хегай Арнольд Аркадійович (1992) — український боксер-професіонал.
- Златогурський Володимир Анатолійович. Командир відділення снайперів, старший солдат, 3ОШБр. (19.2.1993—29.2.2024). Загинув біля населеного пункту Орлівка Донецької області

## Галерея

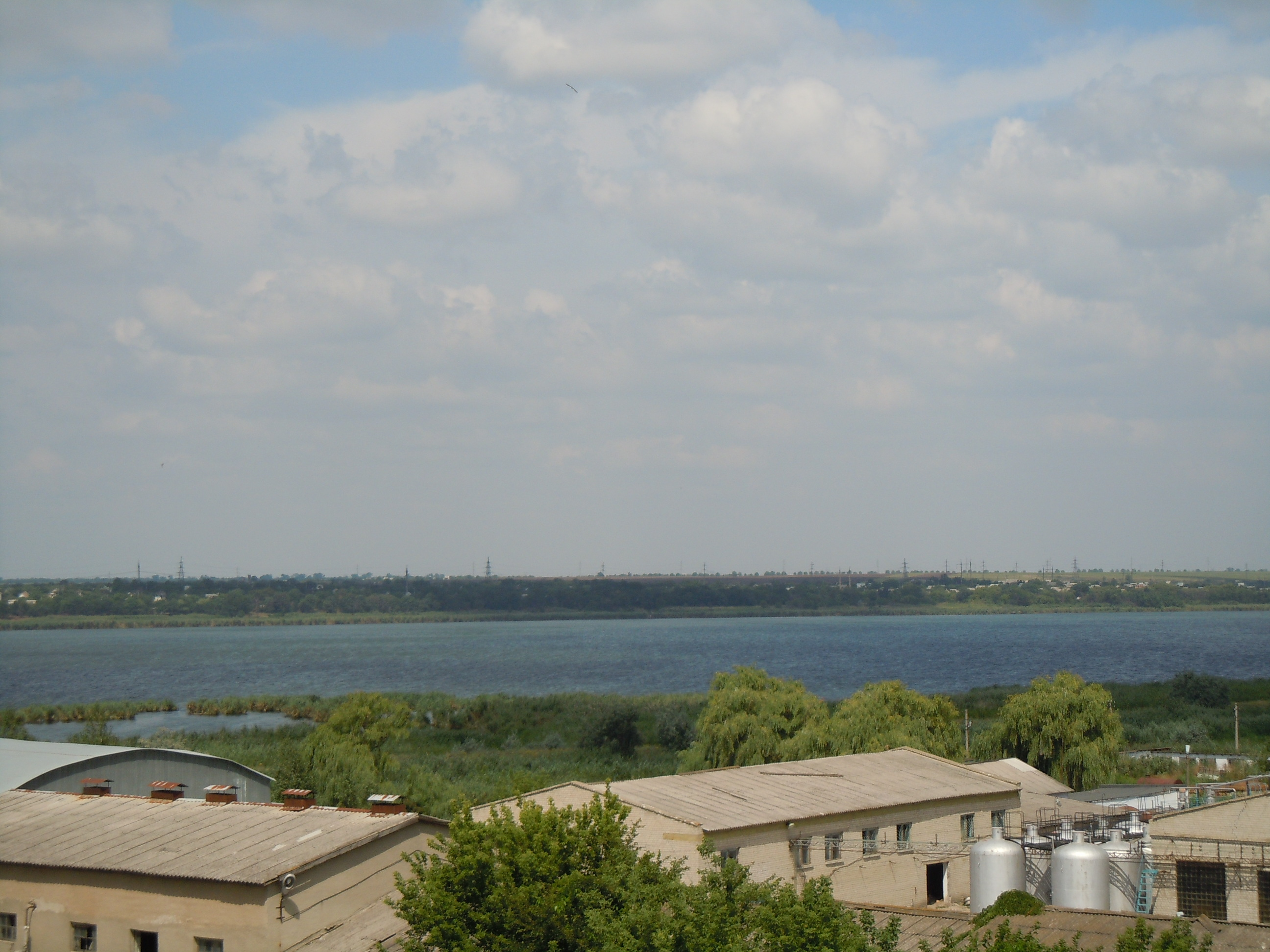
Вид на Кучурганське водосховище
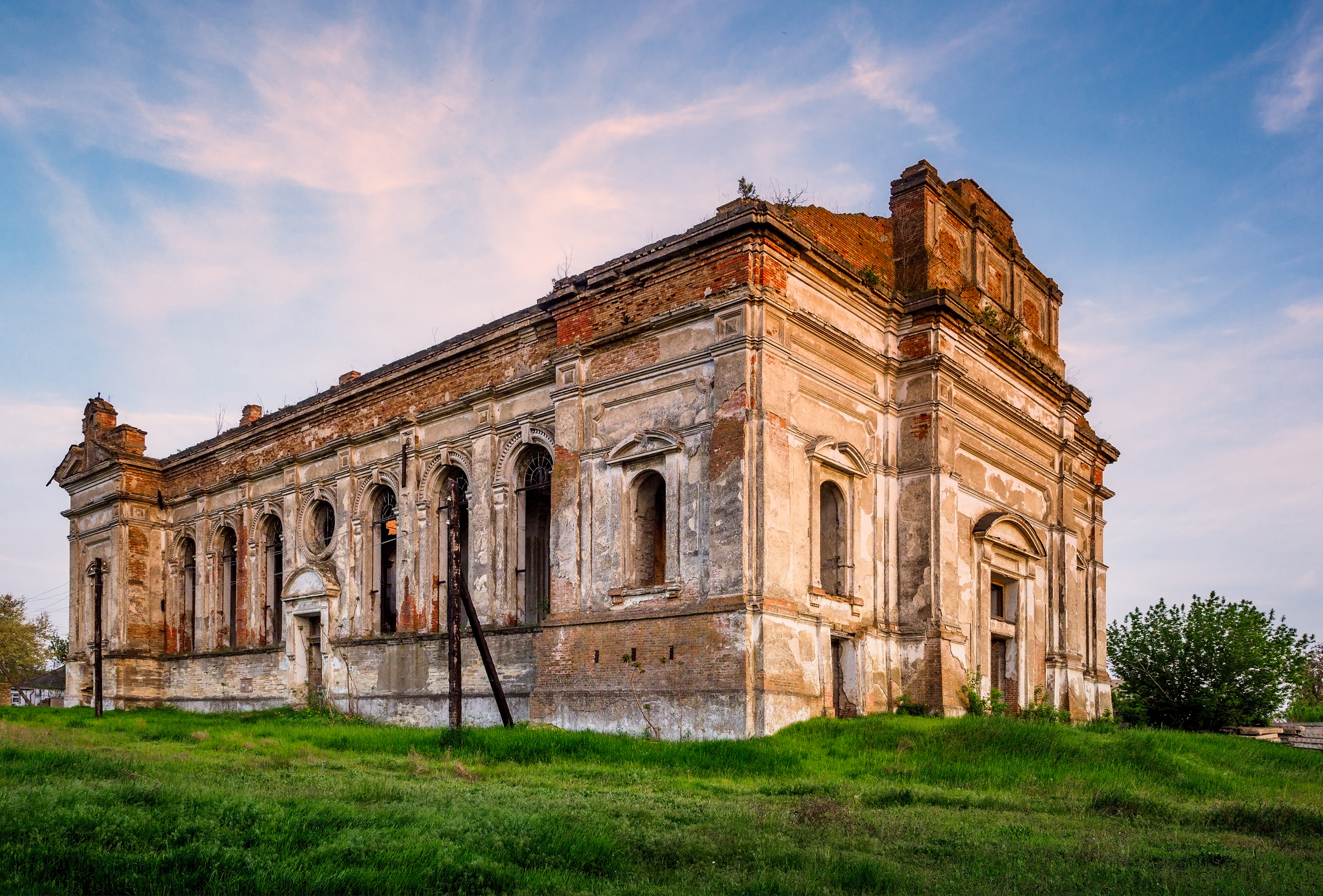
Сучасний стан Собору Успіння Пресвятої Богородиці
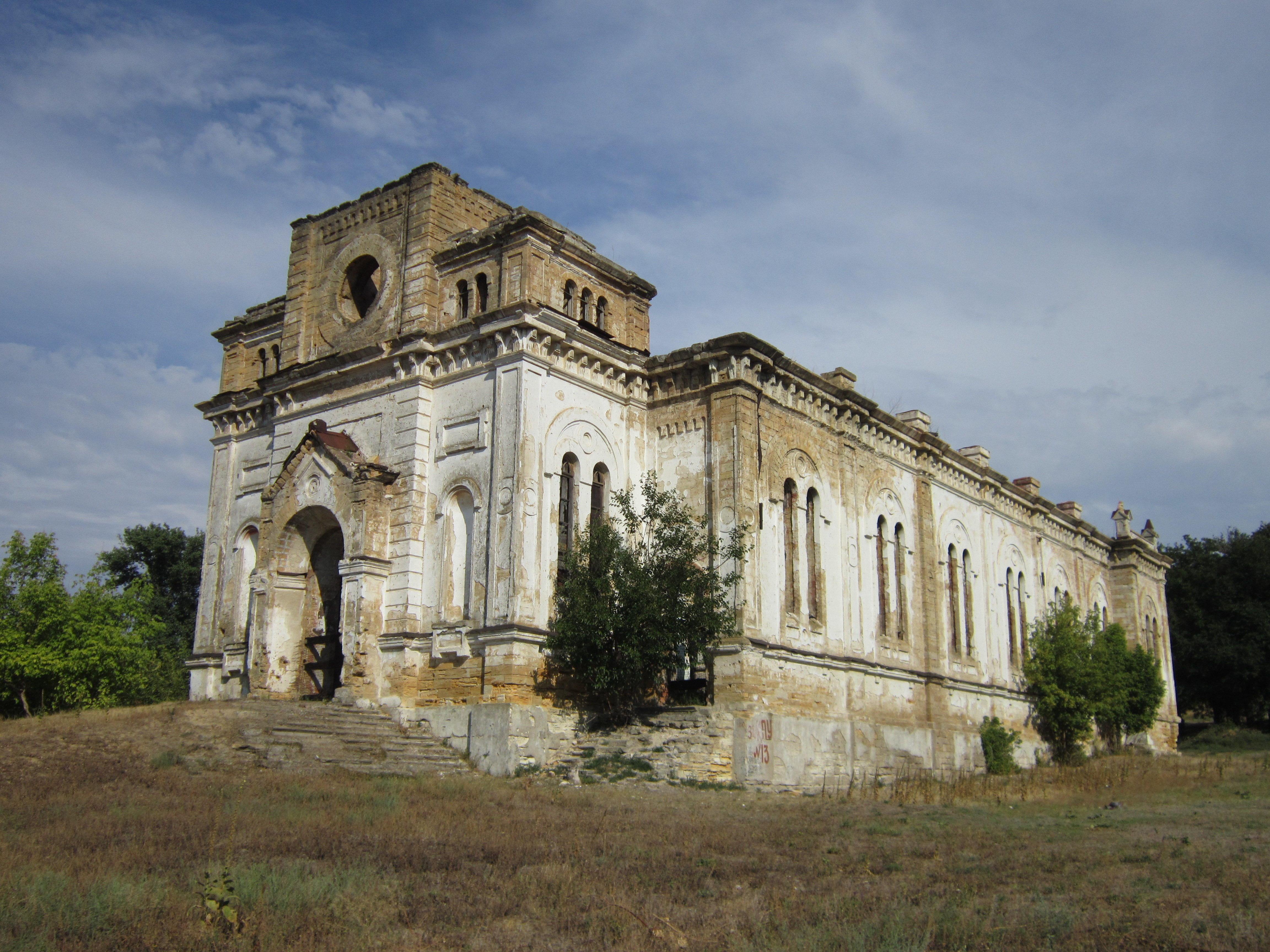
Сучасний стан Собору Пресвятої Трійці